# Nikolái Zub
Nikolái Antónovich Zub (en ucraniano: Микола Антонович Зуб; en ruso: Николай Антонович Зуб; Pokrovka, 1911 - Moldavanskoye, 22 de julio de 1943) fue un piloto soviético, Héroe de la Unión Soviética (1944) por su papel en la Segunda Guerra Mundial y participante en la guerra civil española.

## Biografía
Zub nació en 1911 en el pueblo de Pokrovka en una familia campesina ucraniana.
Se hizo miembro del Partido Comunista de la Unión Soviética en 1932 y se incorporó al Ejército Rojo en 1933. En 1935 se graduó en la Escuela de Pilotos de Aviación Militar de Stalingrado. Entre los años 1937 y 1939, Zub luchó en las filas de los voluntarios soviéticos en la guerra civil española y en batallas contra los japoneses en China. A su vuelta, participó en la guerra de Invierno de 1939-1940, por la que fue condecorado con la Medalla al Coraje.
Con el inicio de la Operación Barbarroja y la entrada de la Unión Soviética en la Segunda Guerra Mundial, fue uno de los primeros en dominar el avión de ataque Ilyushin Il-2 y comenzó a entrenar a jóvenes pilotos. En julio de 1943, Nikolái Zub había completado 120 salidas de combate y era el comandante del 210º Regimiento de Aviación de Asalto del frente del Cáucaso Norte. El 22 de julio de 1943, el teniente coronel Zub lideró un grupo de cien aviones cuyo objetivo era atacar la línea defensiva alemana en la península de Tamán, la llamada “línea azul”. En la zona de la aldea de Moldavanskoye en el krai de Krasnodar, fue derribado por fuego de artillería antiaérea.
Zub fue enterrado en la ciudad de Slutsk, Bielorrusia.

## Premios
- Héroe de la Unión Soviética (13 de abril de 1944).
- Dos Órdenes de Lenin.
- Órdenes de la Bandera Roja.
- Orden de la Guerra Patriótica, 1º grado.
- Orden de la Estrella Roja.
- Medalla al Valor.